# Rzeki w Rumunii
Terytorium dzisiejszej Rumunii leży w całości w zlewisku Morza Czarnego. 97,4% (232 193 km z 237 500 km) terytorium Rumunii należy do zlewni Dunaju. Pozostałe 2,6% (5307 km) odwadniają małe rzeki pobrzeża Morza Czarnego, spływające do niego z nadmorskich wzgórz Dobrudży. Największą z nich jest Casimcea, uchodząca do limanu Tașaul. Pozostałe rzeki Rumunii – dopływy Dunaju – z reguły mają źródła w Karpatach.
Łańcuch Karpat dzieli Rumunię na dwie części również pod względem hydrologicznym. Rzeki na zachód od Karpat spływają na zachód do Kotliny Panońskiej i są dopływami Cisy. Wyjątkiem jest Temesz, który zasila bezpośrednio Dunaj, jednak jego ujście leży w sąsiedztwie ujścia Cisy. Rzeki na wschód i południe od Karpat płyną na południe i uchodzą do Dunaju. Wyjątkiem jest Aluta (Olt), która wypływa po zachodniej stronie Karpat, ale po przecięciu Wyżyny Transylwańskiej przełamuje się przez Karpaty Południowe (Przełom Czerwonej Wieży – Turnu Roșu) i uchodzi do Dunaju.
Największą i najważniejszą rzeką Rumunii jest Dunaj. Rumunia ma dostęp do Dunaju na długości 1075 km, z czego 230 km przypada na granicę z Serbią, 471 km – z Bułgarią, 91 km – z Mołdawią i z Ukrainą. Jest to dolny odcinek Dunaju od jego przełomu między Karpatami a Górami Wschodnioserbskimi (Żelazne Wrota) do ujściowej Delty Dunaju. Dunaj na całej tej długości jest żeglowny, jego szerokość rośnie od 700 m w Żelaznych Wrotach do 1 km w Delcie. W celu skrócenia drogi z Dunaju do Morza Czarnego w latach 70. XX wieku przekopano kanał Dunaj–Morze Czarne z Cernavodă do Konstancy.
Pozostałe rzeki Rumunii nie nadają się do żeglugi (z wyjątkiem ujściowych odcinków większych dopływów Dunaju) z powodu wysokich wahań stanów wód. Na górskich odcinkach istnieją natomiast sprzyjające warunki do budowy elektrowni wodnych.

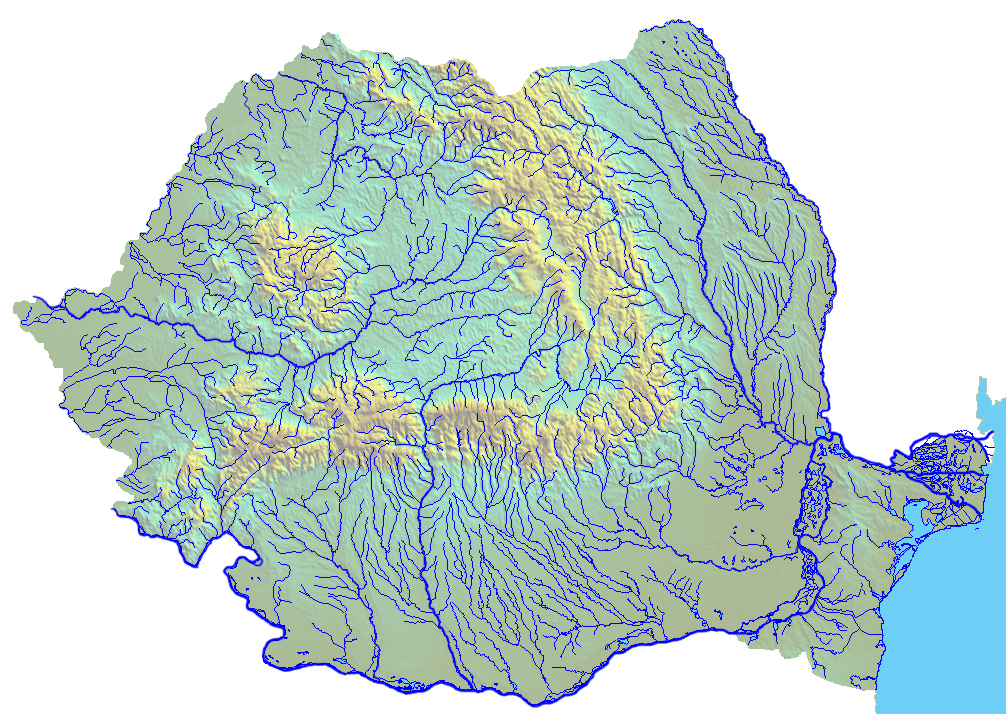
Sieć rzeczna Rumunii

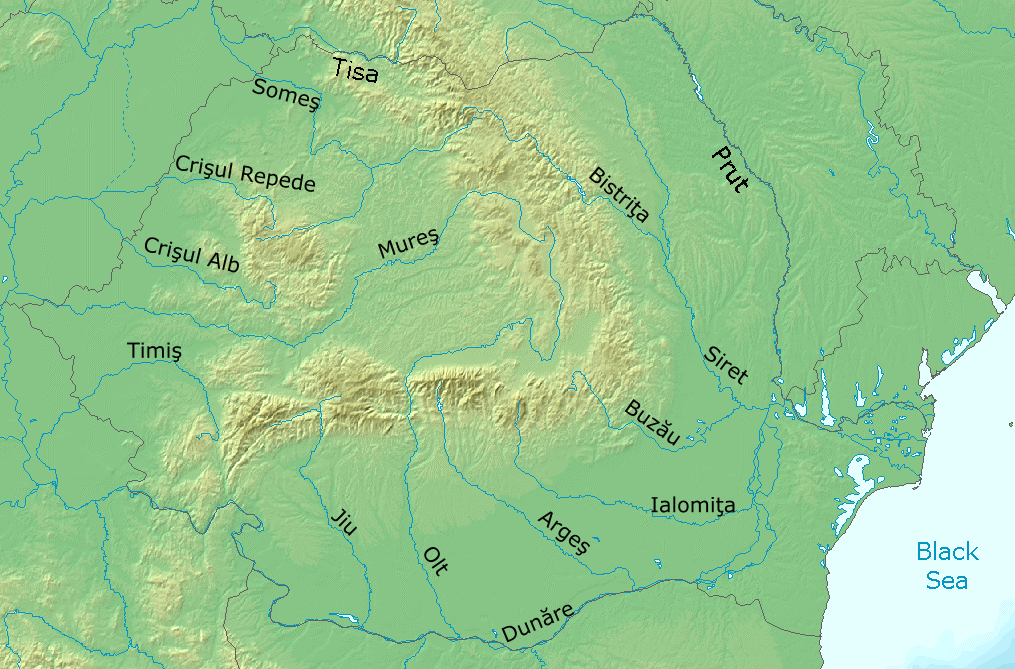
Największe rzeki Rumunii

| Najdłuższe rzeki Rumunii | Długość (km) | Powierzchnia zlewni (km²) |
| ------------------------ | ------------ | ------------------------- |
| Dunaj                    | 2850 (1075)  | 817 000 (232 193)         |
| Cisa                     | 1358 (b.d.)  | 157 186 (b.d.)            |
| Marusza                  | 883 (761)    | 27 890                    |
| Prut                     | 967 (742)    | 22 100 (10 989)           |
| Aluta                    | 736          | 24 300                    |
| Seret                    | 726 (559)    | 44 000                    |
| Jałomica                 | 417          | 10 350                    |
| Samosz                   | 376          | 15 740                    |
| Ardżesz                  | 350          | 12 550                    |
| Jiu                      | 339          | 10 080                    |
| Buzău                    | 302          | 5264                      |
| Dymbowica                | 258          | 2824                      |
| Bystrzyca                | 283          | 7039                      |
| Jijia                    | 275          | 5757                      |
| Târnava Mare             | 246          | 6253                      |
| Temesz                   | 359 (241)    | 13 085 (8085)             |
| Biały Keresz             | 234          | 4240                      |
| Vedea                    | 224          | 5430                      |
| Mołdawa                  | 213          | 4299                      |
| Bârlad                   | 207          | 7220                      |
| Târnava Mică             | 196          | 2071                      |
| Prahova                  | 183          | 3740                      |
| Neajlov                  | 186          | 3720                      |
| Olteț                    | 185          | 2663                      |
| Mały Samosz              | 178          | 3773                      |
| Suczawa                  | 173          | 2298                      |
| Bega                     | 170          | 2362                      |
| Arieș                    | 166          | 3005                      |
| Trotuș                   | 162          | 4456                      |